# 關康之
關康之（415年—477年），字伯愉，河東楊縣（今山西洪洞縣）人，刘宋时期的学者、隐士。
关氏家族世代定居丹徒，以攻讀墳籍為要務。关康之则寓居南平昌。他早年潜心治学，容貌与气度均显丰腴。下邳的赵绎以擅长文义解读闻名，关康之与他交情深厚，同时也是颜延之的知己。曾有顾悦之批判王弼对《易经》的四十余条注释，关康之则支持王弼的解释并反驳顾悦之。他还著有《毛诗义》，对经籍中的诸多疑点进行了论证与阐释。此外，他向佛僧支僧纳学习算学，在该领域也展现出才能。
關康之四十年不出門，不接受州府的聘雇。竟陵王刘义宣从京口赴江陵任职时，邀关康之同行，他并未应允。元嘉年间，宋文帝听闻关康之学识渊博，任命他为武昌国中軍将军，并免除其租税。江夏王刘义恭、广陵王刘诞担任南徐州刺史时，先后征召他担任从事、西曹等职，均被他拒绝。他断绝人际交往，坚守隐居之志。关康之的弟弟关双之曾任臧质麾下的车骑参军，在赭圻病逝后葬于水边。当年春天关康之虽染病，后稍有好转，便前往迎回弟弟的遗体。因过度劳累病情加重，此后二十余年卧床不起。闲暇时，他便卧床论析文义。
宋孝武帝即位后，陆子真以大使身份巡视各地，劝关康之出仕，他未听从。刘宋泰始年間，征召他为通直散骑侍郎，他以病为由推辞。晚年因母老家贫，請求出任岭南小县的县令。生性清約，獨處一室，甚少與妻子相見。更不見賓客。精通《左氏春秋》。元徽年间，喜爱《春秋左氏传》的萧道成将《春秋》等五经送到关康之处，他加以校订批注，并附上论述《礼记》十余条的文章回赠。曾與臧榮緒隱居京口（今江苏镇江），世號二隱。南朝宋順帝升明元年（477年），卒於家，得年六十三。
清代以后的 “关羽文献” 中，多将关氏家族世系追溯至关兴、关彝之后。有说法称关彝的庶子关夷在庞会之乱中逃脱，隐匿于故乡，其后代依次为关敝、关朗、关康之、关攀等。